# Der Sturm bricht los
Der Sturm bricht los (Originaltitel: Le vent se lève) ist ein französisch-italienisches Kriminalfilmdrama von Yves Ciampi aus dem Jahr 1959. Die Hauptrollen spielen Curd Jürgens, Mylène Demongeot und Alain Saury.

## Handlung
Die jungen Geschwister Catherine und Michel Mougins sind Erben der Reederei ihrer Eltern. Da sie viel Geld für teure Feiern ausgeben, werden sie finanziell in die Enge getrieben. Von ihrem Vermögensverwalter Giraud erfahren sie, dass sie Konkurs gehen. Sie begegnen Erich Müller, einem ehemaligen Handelskapitän, der seit acht Jahren nicht mehr zur See gefahren ist. Erich hatte sich in Le Havre niedergelassen. Auf einem Maskenball kommt Michel die Idee, wie sie alle drei zu Geld kommen könnten: Versicherungsbetrug. Catherine gefällt diese Idee, denn damit würden sie ja nur Betrüger, also die Versicherungen, betrügen. Die beiden schlagen Erich Müller vor, den Untergang eines alten Frachters und den Verlust seiner fiktiven Fracht zu simulieren, um hernach die Versicherung einstreichen zu können. Statt wertvollem Tee wird Sägemehl geladen. Zunächst widerstrebend akzeptiert Müller, der inzwischen sehr verliebt in Catherine ist, aber auch selbst finanziell unter Druck steht.
Während Michel auf Kredit bereits ein Auto kauft, bereitet Müller den Untergang vor. Er will den in Hamburg liegenden alten Dampfer der Reederei mit einer Zeitzünderbombe auf der Route Hamburg – Helsinki versenken. Die Sprengung soll in der mittleren Ostsee in der Fahrtrinne zwischen zwei aus dem Zweiten Weltkrieg stammenden Minenfeldern stattfinden. Der Untergang soll dann als Seeunfall mit einer Treibmine aus einem der beiden Minenfelder kaschiert werden. Um den Unfall plausibel zu machen, muss die Sprengung innerhalb der Fahrtrinne stattfinden, wo ab und an aus den Minenfeldern losgerissene Minen auftreten.
Müller kontaktiert in Hamburg den früheren Feuerwerker der Wehrmacht Mathias, mit dem er seit langem bekannt ist. Mathias konstruiert eine Bombe und montiert diese im Beisein Müllers in der Bilge des Dampfers, die normalerweise nicht von der Schiffsbesatzung betreten wird. Da die Zeitzündereinstellung jedoch nach der Scharfschaltung nicht mehr verändert werden kann, ist Müller gezwungen, exakt den Fahrplan einzuhalten, damit die Sprengung in der Fahrtrinne stattfinden kann.
Sein Plan wird durchkreuzt, als der Dampfer aufgrund von Problemen der Schleuse des Nord-Ostsee-Kanals mehrere Stunden Verspätung hat. Müller zwingt den Chefingenieur gegen dessen starke Bedenken, den Druck auf den Dampfkesseln maximal zu erhöhen, um den Zeitverlust aufzuholen. Die Heizer schuften bis an die Grenze der Belastbarkeit, bis einer der beiden Kessel explodiert und der lettische Heizer „Kaugummi“ – die Besatzung kann seinen lettischen Namen nicht ansatzweise richtig aussprechen – verletzt unter Metallstreben eingeklemmt wird. Auch ist das Schiff leck geworden, kann aber mit einem Lecksegel abgedichtet werden. Trotzdem droht „Kaugummi“ im steigenden Wasser im Kesselraum zu ertrinken. Mit einem Schneidbrenner wird versucht, ihn zu befreien. Müller muss sich entscheiden: Das Schiff und „Kaugummi“ retten oder das Risiko der Sprengung einzugehen, was „Kaugummis“ Tod bedeuten würde. Im letzten Moment entscheidet er sich, die Bombe unbemerkt zu entschärfen.
Der Dampfer kehrt nach Hamburg zurück. Der 1. Offizier, dem Müllers Verhalten von Anfang an suspekt war, entdeckt zufällig, dass die Ladung aus Sägespänen und nicht aus hoch versichertem Tee besteht. Er behält diese Erkenntnis jedoch für sich, da er Müllers Entscheidung, von seinem kriminellen Vorhaben abzulassen, anerkennt. Der Dampfer läuft mit starker Schlagseite in Hamburg ein, wo er begeistert empfangen wird, unter anderem von Schleppern der Fairplay Reederei.

## Produktion

### Produktionsnotizen
Die Außenaufnahmen fanden in Hamburg statt.
Nach Die Helden sind müde ist dieser Film nach drei Jahren die zweite Zusammenarbeit zwischen Regisseur Yves Ciampi und Curd Jürgens.
Mylène Demongeot schrieb in ihren Erinnerungen Tiroirs secrets, dass es sie als 22-Jährige gestört habe, den ihr zu alten Curd Jürgens zu küssen, der zur Zeit der Dreharbeiten 42 war. Außerdem empfand sie das äußere Erscheinungsbild der stets adretten Catherine als störend: „Sei immer tadellos, morgens beim Aufwachen dürfen keine Haare abstehen. Perfektes Make-up. Designerkleider, ein weißer Mantel wie für einen Star für ein einfaches Kind ... Für mich klingt alles so falsch.“ Lob hatte sie, die zuvor mit Otto Preminger Bonjour Tristesse gedreht hatte, für Yves Ciampi: „Er ist sehr nett... Als Regisseur ist er das genaue Gegenteil von Otto Preminger. Bei jeder Sichtung der Szenen kommt er begeistert heraus. Wie schön! Wie gut! Sie sind wunderbar! Was für Schauspieler!“

## Kritik
Das Lexikon des internationalen Films urteilt: „Handlungsarmer, effektvoll auf Nervenkitzel angelegter Krimi, der jedoch kaum Intensität und innere Spannung erreicht, weil er alle menschlichen Bezüge vernachlässigt und letztlich unglaubwürdig bleibt.“